# Ângelo Moreira
Ângelo Rafael Marques Moreira (ur. 12 lipca 1990) – brazylijski zapaśnik walczący w stylu klasycznym. Zajął siedemnaste miejsce na mistrzostwach świata w 2018. Piąty na igrzyskach panamerykańskich w 2019. Trzeci na mistrzostwach panamerykańskich w 2017 i 2018. Brązowy medalista igrzysk Ameryki Południowej w 2010 i 2018. Mistrz Ameryki Południowej w 2015, 2017 i 2019, a trzeci w 2013. Dwunasty na igrzyskach wojskowych w 2019 roku.